# Grand Prix Monaka 1975
Grand Prix Monaka 1975 (oficiálně XXXIII Gran Prix de Monaco) se jela na okruhu Circuit de Monaco v Monte Carlu v Monaku dne 11. května 1975. Závod byl pátým v pořadí v sezóně 1975 šampionátu Formule 1.

## Závod
| Poř.   | No. | Jezdec             | Konstruktér         | Počet kol | Čas/Odstoupení | Pořadí na startu | Body |
| ------ | --- | ------------------ | ------------------- | --------- | -------------- | ---------------- | ---- |
| 1      | 12  | Niki Lauda         | Ferrari             | 75        | 2:01:21.31     | 1                | 9    |
| 2      | 1   | Emerson Fittipaldi | McLaren-Ford        | 75        | + 2.78         | 9                | 6    |
| 3      | 8   | Carlos Pace        | Brabham-Ford        | 75        | + 17.81        | 8                | 4    |
| 4      | 5   | Ronnie Peterson    | Lotus-Ford          | 75        | + 38.45        | 4                | 3    |
| 5      | 4   | Patrick Depailler  | Tyrrell-Ford        | 75        | + 40.86        | 12               | 2    |
| 6      | 2   | Jochen Mass        | McLaren-Ford        | 75        | + 42.07        | 15               | 1    |
| 7      | 3   | Jody Scheckter     | Tyrrell-Ford        | 74        | + 1 kolo       | 7                |      |
| 8      | 6   | Jacky Ickx         | Lotus-Ford          | 74        | + 1 kolo       | 14               |      |
| 9      | 7   | Carlos Reutemann   | Brabham-Ford        | 73        | + 2 kola       | 10               |      |
| Ret    | 28  | Mark Donohue       | Penske-Ford         | 66        | Nehoda         | 16               |      |
| Ret    | 24  | James Hunt         | Hesketh-Ford        | 63        | Nehoda         | 11               |      |
| Ret    | 26  | Alan Jones         | Hesketh-Ford        | 61        | Kolo           | 18               |      |
| Ret    | 9   | Vittorio Brambilla | March-Ford          | 48        | Nehoda         | 5                |      |
| Ret    | 16  | Tom Pryce          | Shadow-Ford         | 39        | Nehoda         | 2                |      |
| Ret    | 11  | Clay Regazzoni     | Ferrari             | 36        | Nehoda         | 17               |      |
| Ret    | 18  | John Watson        | Surtees-Ford        | 36        | Smyk           | 6                |      |
| Ret    | 27  | Mario Andretti     | Parnelli-Ford       | 9         | Únik oleje     | 13               |      |
| Ret    | 17  | Jean-Pierre Jarier | Shadow-Ford         | 0         | Nehoda         | 3                |      |
| DNQ    | 21  | Jacques Laffite    | Williams-Ford       |           |                |                  |      |
| DNQ    | 20  | Arturo Merzario    | Williams-Ford       |           |                |                  |      |
| DNQ    | 23  | Graham Hill        | Hill-Ford Lola-Ford |           |                |                  |      |
| DNQ    | 14  | Bob Evans          | BRM                 |           |                |                  |      |
| DNQ    | 31  | Roelof Wunderink   | Ensign-Ford         |           |                |                  |      |
| DNQ    | 25  | Torsten Palm       | Hesketh-Ford        |           |                |                  |      |
| DNQ    | 10  | Lella Lombardi     | March-Ford          |           |                |                  |      |
| DNQ    | 30  | Wilson Fittipaldi  | Fittipaldi-Ford     |           |                |                  |      |
| Zdroj: |     |                    |                     |           |                |                  |      |

## Průběžné pořadí po závodě
Pohár jezdců
| Pořadí | Jezdec             | Body |
| ------ | ------------------ | ---- |
| 1      | Emerson Fittipaldi | 21   |
| 2      | Carlos Pace        | 16   |
| 3      | Niki Lauda         | 14   |
| 4      | Carlos Reutemann   | 12   |
| 5      | Jochen Mass        | 10,5 |
| Zdroj: |                    |      |

Pohár konstruktérů
| Pořadí | Konstruktér  | Body |
| ------ | ------------ | ---- |
| 1      | McLaren-Ford | 26,5 |
| 2      | Brabham-Ford | 25   |
| 3      | Ferrari      | 17   |
| 4      | Tyrrell-Ford | 13   |
| 5      | Hesketh-Ford | 7    |
| Zdroj: |              |      |